# Гальве
Гальве (ісп. Galve) — муніципалітет в Іспанії, у складі автономної спільноти Арагон, у провінції Теруель. Населення — 154 особи (2010).
Муніципалітет розташований на відстані близько 240 км на схід від Мадрида, 39 км на північний схід від міста Теруель.

## Демографія
Динаміка населення (INE ):